# Danza de la Pluma
La Danza de la pluma es el último número de la Guelaguetza tradicional. Esta danza como se conoce en la actualidad es de origen Azteca y español de la época virreinal; con la danza de la pluma buscaron representar la conquista del valle de Anáhuac y los señoríos de Mesoamérica encabezados por Moctezuma Xocoyotzin a manos de Hernán Cortés, simbolizando el triunfo del catolicismo sobre las religiones nativas o paganas como las llamaron los españoles a su llegada al continente. Además de ser considerada la más grande joya de las tradiciones Oaxaqueñas, es llamada la máxima danza del estado de Oaxaca

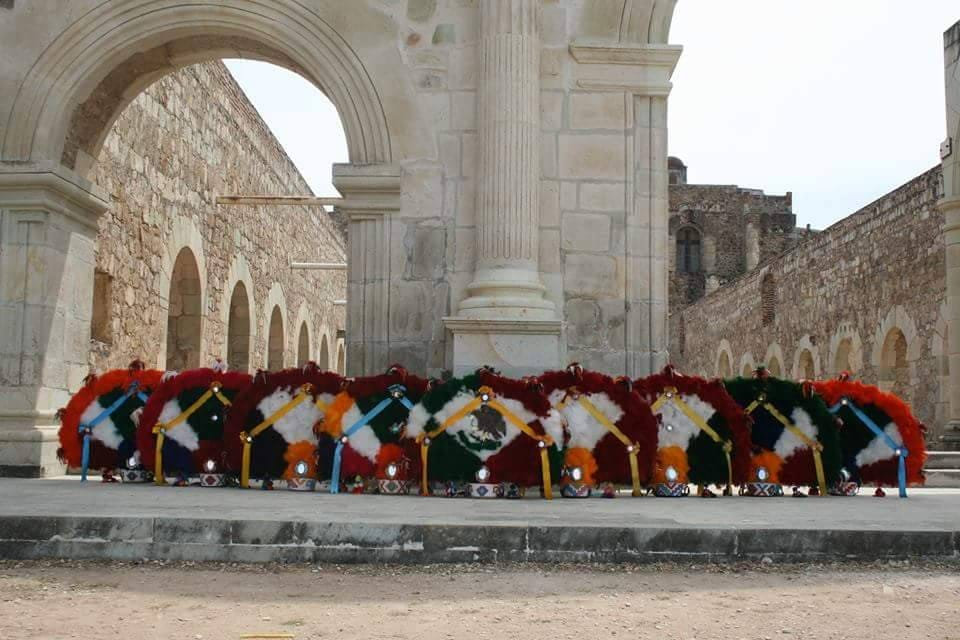
Penachos Representativos de Cuilapam de Guerrero

La danza de la pluma se conoce en el Valle de Oaxaca. El acompañamiento musical está a cargo, generalmente, de una banda de alientos, o de una flauta y tambor como en este caso.

 
Se presume que fue  creada por  los frailes dominicos que habitaron el Convento de la población de Cuilápam de Guerrero, Oaxaca, en conjunción con los Mixtecos originarios de dicha población,  En la actualidad la danza de la pluma es una de las expresiones folclóricas más representativas de los valles centrales de Oaxaca, por ello su origen exacto no se puede afirmar con certeza debido a la mezcla de tradiciones prehispánicas y coloniales, así  tomando en cuenta que la historia no es una ciencia exacta y está no puede ser reproducible , de está forma su práctica a estado ligada a diversas comunidades de la región entre ellas destacan cuilapam de guerrero y la villa de zaachila , ambas consideradas  pilares en la conservación y difusión de esta danza siendo una danza de origen en valles centrales. 

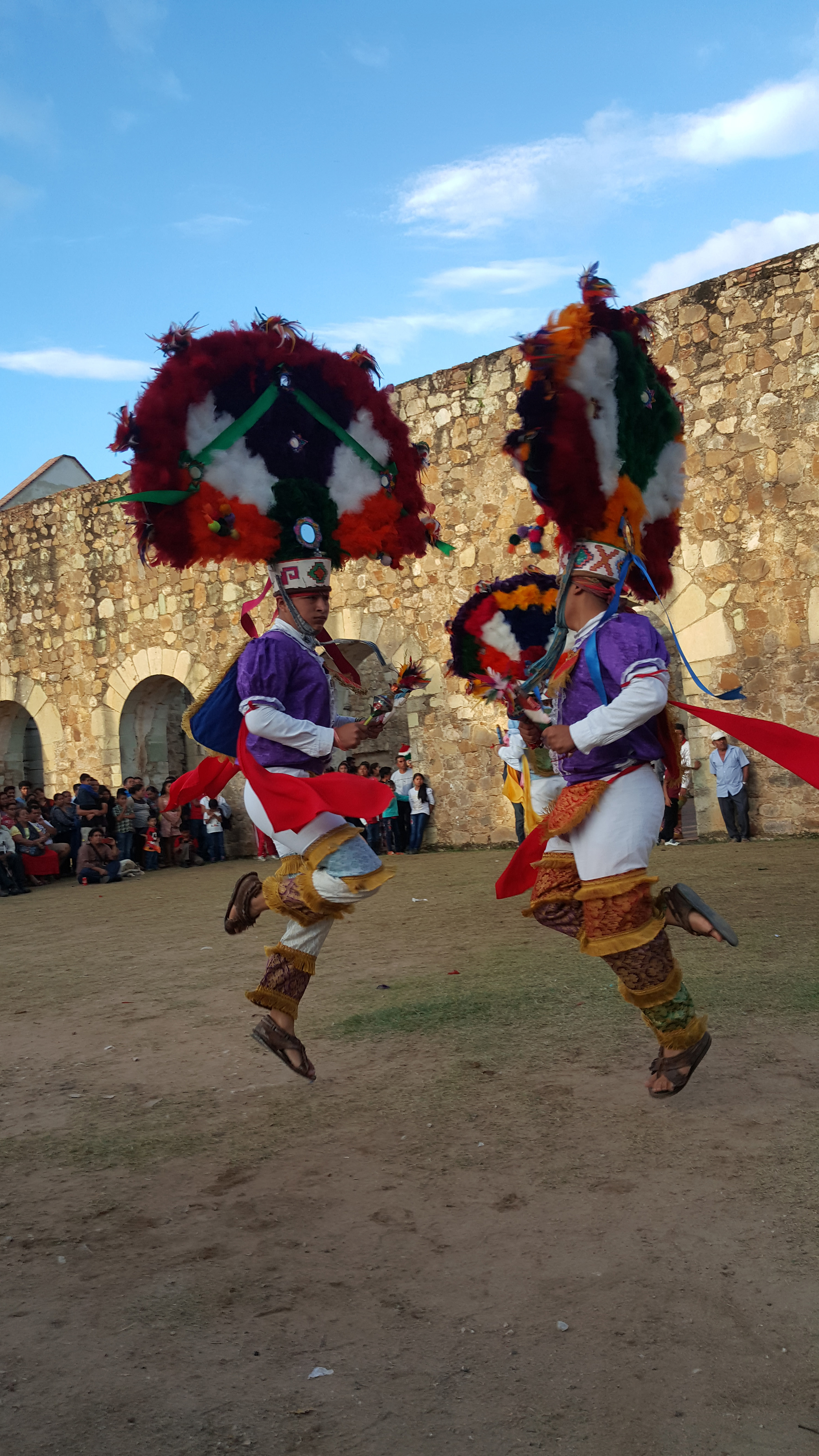
Danzantes de Cuilapam de Guerrero

## Historia
La danza de la pluma sirvió como un medio auxiliar de evangelización y el único medio de difusión acerca del proceso de conquista en México. Posteriormente ésta  se difundió por la región de los valles centrales, en poblaciones como Zimatlán de Álvarez, Teotitlan del Valle, etc. Sin embargo, tiempo después surgieron comunidades como Cuilapam de Guerrero y la Villa de Zaachila  que sin ningún sustento tradicional e histórico debaten sobre el lugar de origen de la danza sin contar con ningún documento o versión que logre demostrar su auditoria, aunque se ha aceptado popularmente que la cuna de la danza de la pluma es  Cuilapam de Guerrero, sin embargo esto no se ha demostrado, no hay un sustento sólido sobre esto así siendo con certeza una danza perteneciente a valles centrales. En la actualidad otras poblaciones como Teotitlán del Valle, San Bartolo Coyotepec, San Jerónimo Tlacochahuaya cuentan con versiones propias de la Danza de la pluma. Cuilapam de Guerrero,es el lugar en que se conserva  como una tradición ya que es su danza insignia ya que es utilizada en difierentes actividades culturales que se realizan en este pueblo.

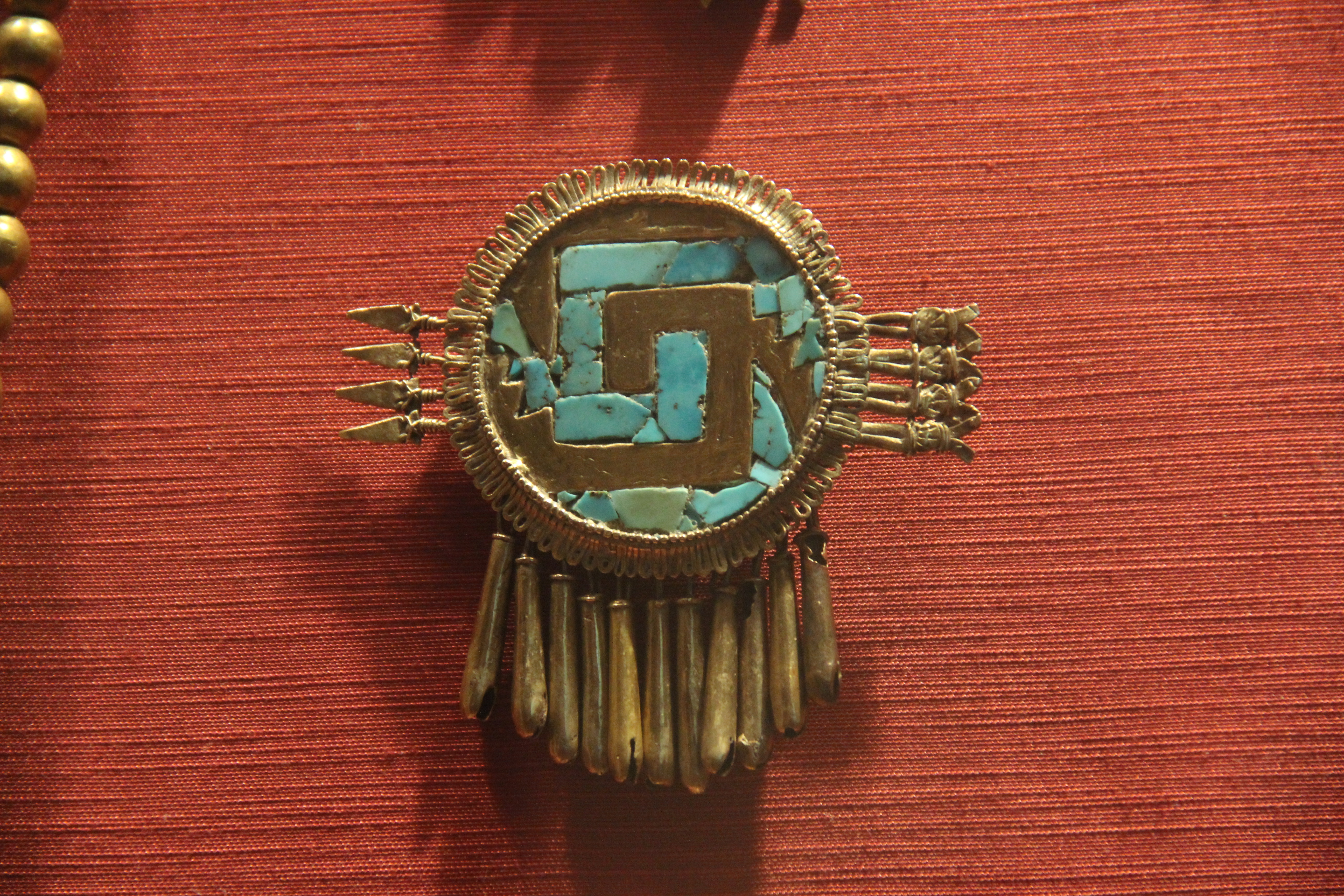
cultura mixteca

## Coreografía
El grupo indígena está compuesto por Moctezuma, dos Teotiles, dos Capitanes y dos Reyes. Sus enormes y pesados penachos de plumas verdes, rojas, blancas y amarillas -colores de la bandera mexicana- indican sus grados militares. En la mano izquierda lle- van una sonaja o ayacachtli -instrumento musical parecido a la maraca y adornado con plumas- y en la derecha -una manilla de madera, que se asemeja al arma antigua de los guerreros nahua, macuahuitl (Du Solier 59 y laimina XVI). Los danzantes llevan una vestimenta blanca básica, sobre la cual visten una especie de camiseta de seda de colores vivos, un delantalillo y una capa de seda, todo con adornos e imágenes de metal. Sobre los pantalones tienen multicolores franjas transversales adornadas con flecos, y paliacates a la cintura. Moctezuma y algunos otros danzantes llevan sandalias de cuero que imitan el calzado prehispánico, mientras que los demás lucen zapatos tenis. Esta indumentaria es de fantasía, con elementos básicos inspirados en los prehispánicos y otros adoptados de diferentes épocas, como consecuencia del sincretismo cultural. Las dos niñas pequeñas que siempre acompañan a Moctezuma, paradas a ambos lados o permaneciendo juntas al extremo  del "escenario", están vestidas de manera diferente. Una de ellas, la Malinche, Ileva un vestido y un sombrero de terciopelo negro con oro, zapatos y medias. El sombrero esta' adornado con una pluma de avestruz, como las de Cortes y Alvarado. Por su vestimenta, clara- mente pertenece al bando espaniol. La otra, Zahuapila o Cihuapilli, lieva una corona de oro con plumas blancas, rojas y verdes, falda roja, blusa blanca, collares y una capa de terciopelo verde. Calza sandalias y enarbola la bandera mexicana. Ambas nifias tienen paliacates de colores. Otro personaje que interviene en esta danza es el campo o guardián y espía de Moctezuma, que lleva una máscara negra de madera, chaqueta, pantalón y sombrero. En la danza es un personaje liminal cuya función es de mantener el orden, proteger a los bailarines y divertir al público. El grupo esta acompañado por una banda musical mestiza, compuesta de trompetas, flauta y tambores -instrumentos de origen espaniol. Por ser solo de viento y percusión, estos instrumentos tienen relación con los de la época prehispainica.

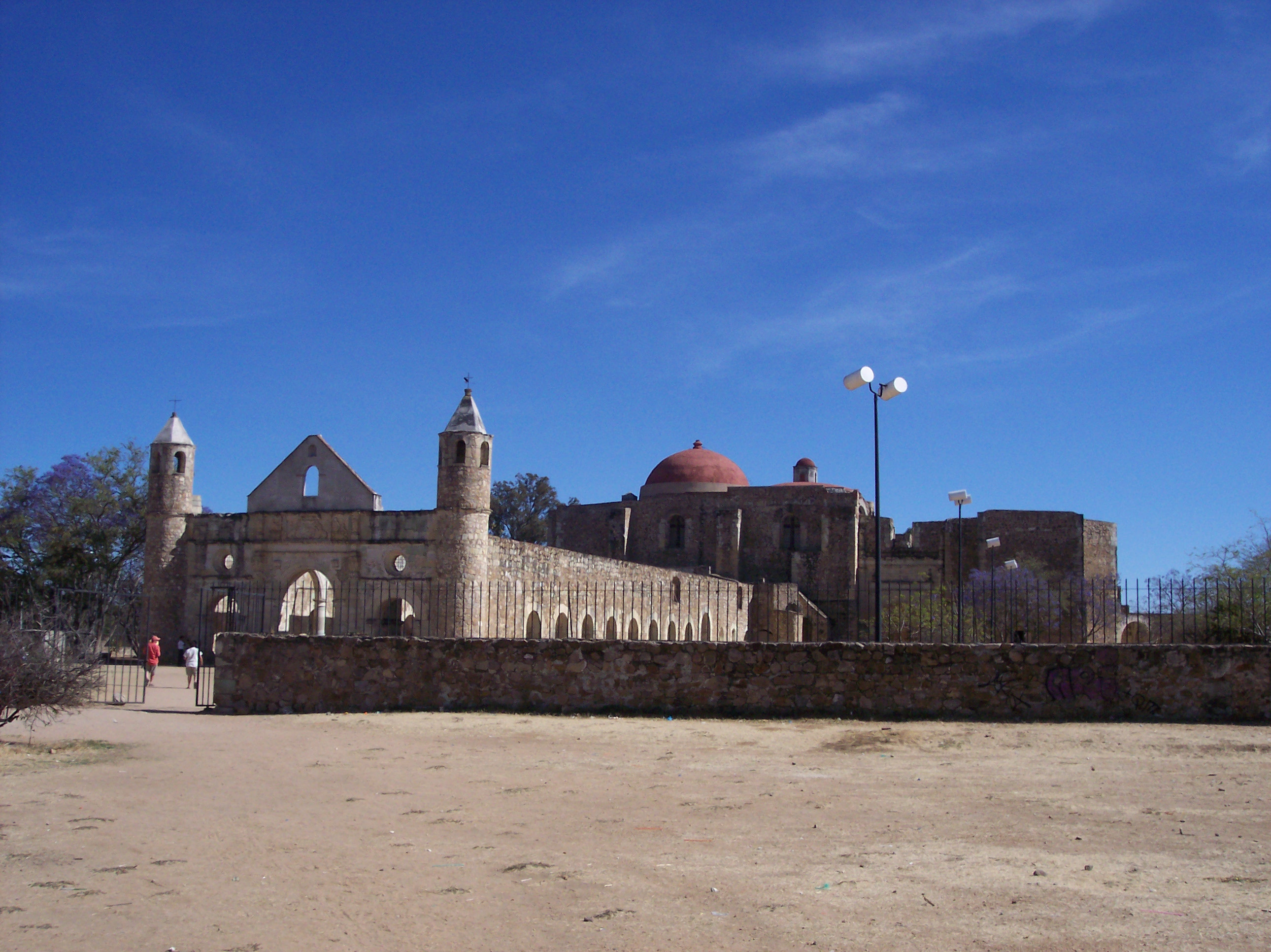
Exconvento de Cuilapam de Guerrero

## Vestimenta
El vestuario corresponde a las estrategias de evangelización indígena; así lo demuestra al ser una alegoría de los ornamentos sacramentales que, en el rito católico, utilizan los sacerdotes cuando ofician plumas.

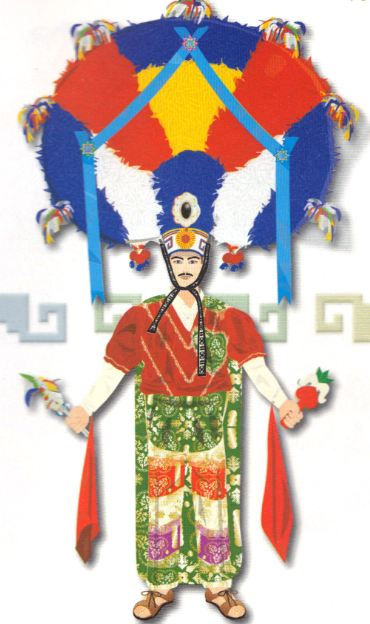

El complemento más vistoso del traje es el penacho. En una base de hojalata denominada corona, tiene grabados jeroglíficos, montan un armazón de carrizo sobre la que fijan plumas de colores formando un semicírculo, adornadas con; listones prendidos con espejos grandes, enmarcados en hojalata, conocidos  penden borlas de algodón. Para sujetarlo a la cabeza utilizan una cinta tejida en telar de cintura llamada barbiquejo. El rango que el danzante representa, Moctezuma, teotiles, capitanes, reyes, se identifica por las características del penacho; también ocupan un lugar en el escenario relacionado con su rango: quienes interpretan a los teotiles van a cada lado del moctezuma como sus segundos al mando, los cuatro del centro son los cuatro reyes aliados y los últimos son los dos capitanes guardianes de las puertas del palacio de moctezuma. 
 Se viste una blusa de seda o terciopelo con diversos adornos que resaltan sobre la tela de la misma; la usan encima de una camisa de manta blanca y mangas largas. Las raíces de la danza folklórica mexicana se remontan a muchos siglos atrás. Aunque cada región y estado cuenta con varios tipos y estilos de baile, todos tienen su origen en las tres principales tradiciones de la danza: Danza- La forma
más antigua de las danzas folklóricas mexicanas, tiene sus raíces en
Mesoamérica, durante la época de los Mayas y Aztecas. 
Las danzas rituales a menudo están enlazadas con aspectos religiosos. P. Estos bailes, llamados mestizos, son una combinación de
aspectos indígenas y europeos. El flamenco español ha afectado al desarrollo de
la danza mexicana con sus pasos dramáticos y movimientos realizados con la
ropa de colores brillantes. Aspectos del ballet, del vals y de la polca también se
pueden ver en las danzas mestizas. Bailes Regionales- 
Los bailes regionales se presentan generalmente en las representaciones
teatrales. Los bailes tienen muchas características de ballet, como las puntas
estiradas y los movimientos coreografiados. Amalia Hernández, una coreógrafa de
ballet mexicano, popularizó estosSobre el pecho un corazón hecho de tela religiosa, adornado con flecos y galones de oropel y representa el sacrificio brindado a las deidades prehispánicas representados en ídolos de piedra. En la espalda se lleva la representación de una tilma prehispánica, 
En la mano derecha se lleva una sonaja de hojalata y en la izquierda una manilla (escudo o macana) de diversos diseños y colores, se atan además mascadas de seda. Los accesorios indicaban los rangos altos que los danzantes ocupan dentro de la organización social mexica, además la sonaja representa el arma y la macana el escudo usados en combate.
Los danzantes representan personajes de alta jerarquía y por tal razón no deben bailar descalzos, los huaraches utilizados para dicho acto son denominados cacles (cactli) y están hechos de cuero, diseñados en dos piezas, una para sostener el empeine y otra para el talón, unidas con una cinta de cuero.

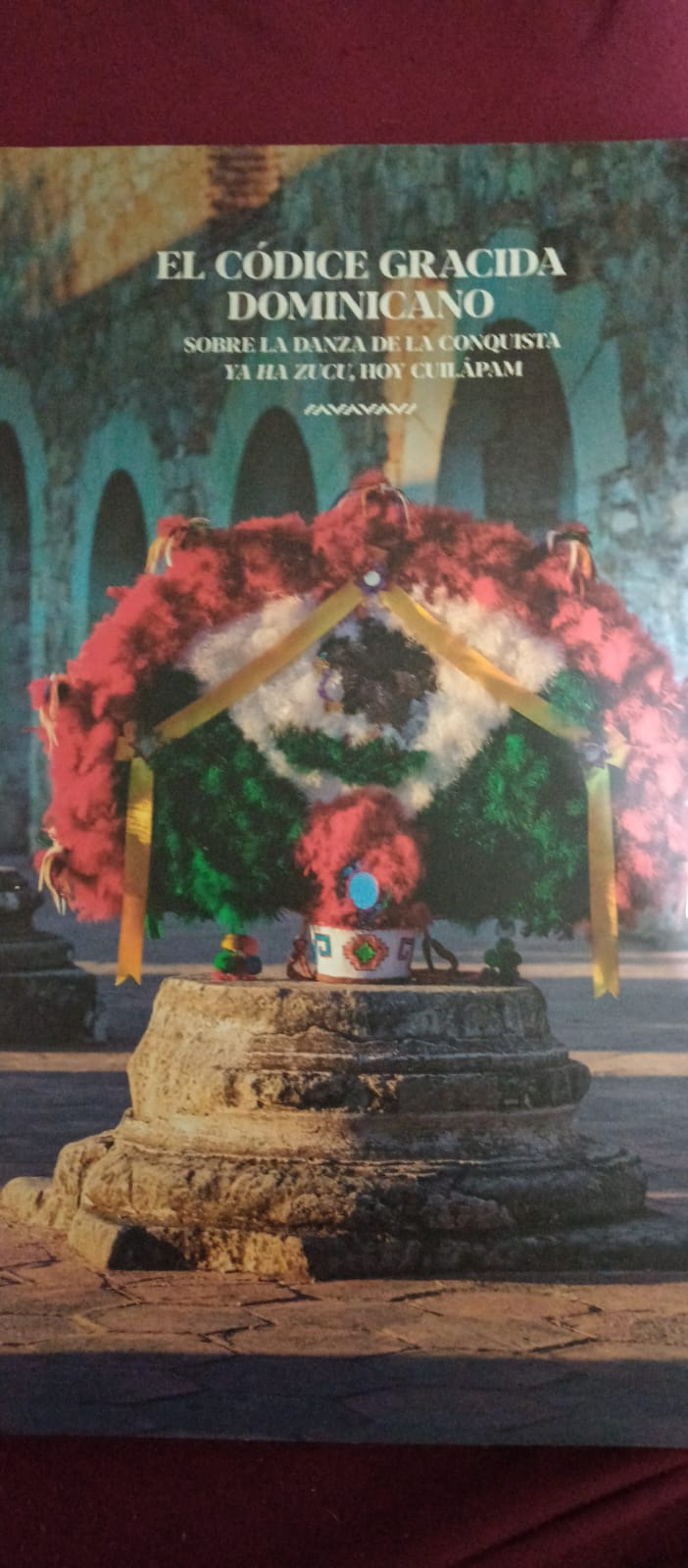
Documentos Históricos

1. ↑  «Danza de la Pluma, mezcla entre lo indígena y lo español | Explora Oaxaca». Consultado el 3 de diciembre de 2020.
2. ↑  Guelaguetza didáctica. Clase 10

- Datos: Q5799167
- Multimedia: Danza de la Pluma / Q5799167

1. ↑  Oleszkiewicz, Malgorzata (1997). «La danza de la pluma y el sincretismo cultural en Mexico». Revista de Crítica Literaria Latinoamericana (en inglés) 23 (46): 105. doi:10.2307/4530929. Consultado el 25 de marzo de 2025.